# Domaine de premier niveau national

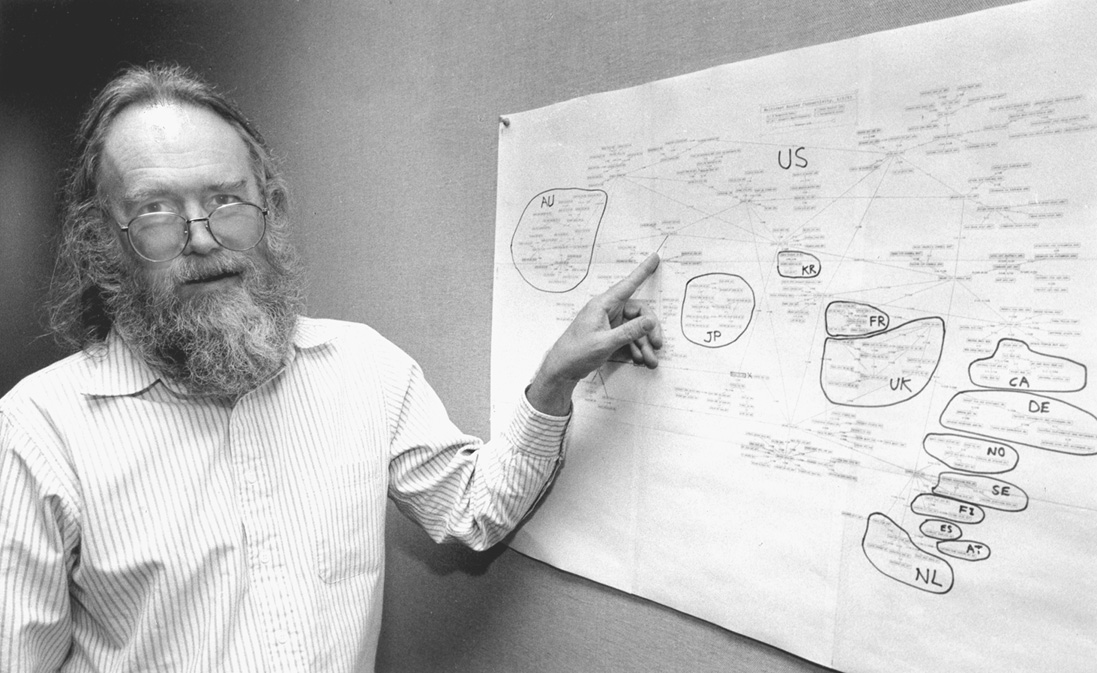
Jon Postel en 1994, avec un plan des domaines de premier niveau nationaux.

Un domaine de premier niveau national (en anglais : country code top-level domain ou ccTLD) est un type de domaines de premier niveau (TLD) maintenus par l'Internet Assigned Numbers Authority (IANA) pour une utilisation dans le système de nom de domaine d'Internet. Un domaine de premier niveau est le suffixe à la fin de l'adresse d'un site web, par exemple, dans fr.wikipedia.org, le domaine de premier niveau est .org.
Un domaine de premier niveau national est un domaine de premier niveau associé à un pays, un État souverain ou un territoire dépendant.
Tous les noms de domaines de premier niveau nationaux ont deux lettres et tous les noms de domaines de premier niveau de deux lettres sont des domaines de premier niveau nationaux. En 2010, l'Internet Assigned Numbers Authority (IANA) a commencé à accepter des domaines de premier niveau nationaux internationalisés, composés de caractères de la langue officielle des pays concernés. La gestion des domaines de premier niveau nationaux est décrite dans le RFC 1591.

## Types de domaines de premier niveau
L'IANA distingue actuellement les types de domaines de premier niveau suivants :
- un domaine de premier niveau spécial (arpa) ;
- des domaines de premier niveau nationaux (en anglais, country-code top-level-domains ou ccTLD);
- des domaines de premier niveau internationalisés 
  - des domaines de premier niveau nationaux internationalisés (en anglais : internationalized country code top-level domains (IDN ccTLD)),
  - des domaines de premier niveau internationalisés de test ;
- des domaines de premier niveau génériques (en anglais : generic top-level-domains (gTLD)) 
  - des domaines de premier niveau parrainés (en anglais : sponsored top-level-domains (sTLD)),
  - des domaines de premier niveau non parrainés.

## Délégation et gestion
L'Internet Assigned Numbers Authority (IANA) est responsable de nommer un gestionnaire pour chaque domaine de premier niveau national. La gestion et le contrôle du domaine sont ensuite délégués à ce gestionnaire, qui est responsable des politiques et de l'opération du domaine. Cette page du site de l'IANA contient les gestionnaires des différents domaines nationaux. Les domaines nationaux ont des exigences et des frais d'inscription de domaines de second niveau différents. Certains exigent une présence locale, comme par le domaine .ca (Canada) ou le domaine .de (Allemagne) ; d'autres n'ont aucune exigence.

## Histoire
Les premiers domaines nationaux ont été enregistrés en 1985. Il s'agit des domaines .us, .uk et .il.
Les domaines suivants ont été enregistrés en 1986 : .au, .de, .fi, .fr, .jp, .kr, .nl et .se.

## Relation à la normeISO 3166-1
L'IANA ne veut pas se donner un rôle politique en déterminant qui est ou n'est pas un pays :
« L'IANA n'est pas dans l'entreprise de décider ce qui est et ce qui n'est pas un pays. La sélection de la liste de la norme ISO 3166-1 comme base pour les noms de domaines de premier niveau nationaux a été faite avec la connaissance que l'ISO a une procédure pour déterminer quelles entités doivent être ou ne doivent pas être sur cette liste. » Jon Postel, le RFC 1591

### Codes 3166-1 ISO inutilisés
Presque tous les codes ISO 3166-1 ont été utilisés comme domaines de premier niveau nationaux et existent dans le système DNS. Cependant, certains sont inutilisés.
- .bv et .sj
Les domaines pour la dépendance norvégienne Île Bouvet (.bv) et la désignation Svalbard et Jan Mayen (.sj) existent dans le DNS, mais aucun domaine de second niveau n'y a été créé, et c'est la politique de Norid, le gestionnaire des domaines nationaux norvégiens, de ne pas en créer.

- .bl et .mf
Les domaines de deux territoires français, .bl (Saint-Barthélemy) et .mf (Saint-Martin), ne sont pas utilisés.

- .eh
Le domaine .eh, bien qu'il soit éligible comme domaine national pour le Sahara occidental, n'a jamais été attribué (faute d'autorité nationale reconnue pour le gérer) et n'existe pas dans le système DNS.

- .gb
Plus aucun domaine de second niveau n'est enregistré dans .gb (le code ISO 3166-1 du Royaume-Uni) et de nouvelles inscriptions n'y seront pas acceptées. Les sites associés au Royaume-Uni utilisent généralement le domaine .uk.

- .um
Le domaine .um, associé aux Îles mineures éloignées des États-Unis, a été supprimé du système DNS en avril 2008.

### Domaines nationaux à deux lettres ASCII qui ne sont pas dans la norme ISO 3166-1
Plusieurs domaines nationaux à deux lettres ASCII ne sont pas dans la norme ISO 3166-1. Certains de ces couples de lettres se trouvaient dans d'anciennes versions de la norme.
 Le domaine .uk (Royaume-Uni)
Le code ISO 3166-1 pour le Royaume-Uni est GB. Cependant, avant l'implantation du système DNS, le réseau JANET avait déjà choisi uk comme identificateur de premier niveau pour le Royaume-Uni dans son système de noms, et cet identificateur a été conservé dans le système DNS. Le domaine .gb a été attribué au Royaume-Uni avec l'intention d'y migrer éventuellement, mais cette transition ne s'est jamais produite et l'utilisation de .uk est maintenant bien ancrée. En conséquence, le code UK a été ajouté à la norme 3166-1 de façon exceptionnelle.
Le domaine .su (Union soviétique)
Le code SU n'existe plus dans la norme ISO 3166-1 depuis la disparition de l'Union soviétique. Cependant, le domaine .su a été attribué à l'Union soviétique du temps de son existence ; des domaines de second niveau y ont été créés et existent encore. De plus, de nouveaux domaines de second niveau y sont encore attribués en 2025.
Le domaine .ac (île de l'Ascension)
Le domaine .ac est un vestige de la décision de l'IANA en 1996 de permettre l'utilisation de codes de la liste de réserve de l'ISO 3166-1 alpha-2 qui était prévue pour une utilisation par l'Union postale universelle. Cette décision a été renversée par la suite et le domaine .ac en est le seul vestige. Les trois domaines .gg (Guernesey), .im (île de Man) et .je (Jersey) ont été dans une situation semblable jusqu'à ce qu'ils intègrent la norme ISO 3166-1 en mars 2006.
Le domaine .eu (Union européenne)
Le 25 septembre 2000, l'ICANN a autorisé l'utilisation des codes à deux lettres de la liste de réserve ISO 3166-1 dans les cas où ces codes étaient réservés à toutes fins. Seul le code EU répond actuellement à ce critère. À la suite d'une décision du Conseil des ministres des télécommunications de l'UE en mars 2002, le processus de création du domaine .eu a commencé. Les progrès ont été lents, mais un gestionnaire de domaine (appelé EURid) a été choisi par la Commission européenne, et des critères d'attribution des domaines de second niveau ont été établis. Le domaine a été ouvert pour inscription le 7 décembre 2005 pour les titulaires de droits antérieurs. Depuis le 7 avril 2006, l'inscription est ouverte à tous.
Le domaine .tp (Timor oriental)
Depuis 2005, ce domaine est graduellement remplacé par .tl.
 Le domaine .yu (Yougoslavie, puis Serbie-et-Monténégro)
Ce domaine fut attribué à la Yougoslavie puis à l'État de Serbie-et-Monténégro. Il restait largement utilisé en Serbie et au Monténégro devenus indépendants.
Le 19 septembre 2007, l'ICANN avait annoncé la suppression de ce domaine, au plus tard en 2009. Les domaines .yu ne devaient plus être accessibles à partir du 30 septembre 2009.
C'est finalement le 30 mars 2010 que le domaine .yu a cessé de fonctionner après 21 ans d'existence. Environ 4 000 sites étaient encore en ligne à ce moment, mais la majorité avait déjà un nouveau nom de domaine, majoritairement un .rs.
Le nom de domaine attribué à la Serbie est .rs, celui du Monténégro est .me. Le Kosovo ne dispose pas de nom de domaine, mais .ks et .ko sont revendiqués par certains à cet effet.

### Domaines historiques
Un domaine historique est un domaine dérivé d'un code qui appartenait à la norme ISO 3166-1 au moment de sa création, mais dont le code a été supprimé de la norme depuis.
Les domaines .cs (Tchécoslovaquie) et .zr (Zaïre)
Deux domaines nationaux ont été supprimés après que les codes correspondants aient été retirés de la norme ISO 3166-1 : .cs (Tchécoslovaquie) et .zr (Zaïre). Il peut y avoir un délai important entre le retrait d'un code de la norme ISO 3166-1 et la suppression du domaine correspondant du système DNS ; par exemple, ZR a cessé d'être un code ISO 3166-1 en 1997, mais le domaine .zr n'a été supprimé qu'en 2001. D'autres domaines correspondant à des codes ISO 3166-1 disparus n'ont pas encore été supprimés. Dans certains cas, ils ne le seront probablement jamais en raison des perturbations que causerait la suppression d'un domaine fortement utilisé. C'est le cas du domaine .su de l'Union soviétique qui reste en usage plus d'une décennie après le retrait du code SU de l'ISO 3166-1.
La réaffectation temporaire du domaine national .cs (Serbie et Monténégro) jusqu'à sa scission en .rs et .me (Serbie et Monténégro, respectivement) a suscité des controverses, sur la stabilité des codes nationaux basés sur les codes ISO 3166-1, entraînant une deuxième édition de la norme ISO 3166-1 en 2007 avec une garantie qu'un code retiré ne sera pas réaffecté pour au moins 50 ans, et le remplacement du RFC 3066 par le RFC 4646 pour les codes de pays utilisés dans les étiquettes d'identification de langues IETF en 2006.
Les domaines .dd (République démocratique allemande) et .yd (Sud Yémen)
Les codes DD (République démocratique allemande) et YD (Sud Yémen) ont existé dans la norme ISO 3166-1, mais les domaines .dd et .yd n'ont jamais été attribués comme domaine de premier niveau national.
Le domaine .yu (Yougoslavie)
En juillet 2003, le code ISO 3166-1 YU pour la Yougoslavie a été éliminé par la norme, mais le domaine .yu est resté en fonction. Après une transition de deux ans vers les domaines .rs (Serbie) et .me (Monténégro), le domaine .yu a été supprimé en mars 2010.
Le domaine .oz (Australie)
Originellement, l'Australie s'était vu attribuer le domaine .oz. Ce domaine a, par la suite, été modifié à .au et les domaines .oz ont été déplacés vers .oz.au.

## Nom de domaine de premier niveau national internationalisé
Un domaine de premier niveau national internationalisé est un domaine de premier niveau national contenant des lettres provenant d'un alphabet autre que l'alphabet latin non accentué (comme l'alphabet arabe) ou contenant des signes non alphabétiques (comme des signes chinois). Un nom de domaine de premier niveau national internationalisé est l'application du concept du nom de domaine internationalisé aux domaines de premier niveau nationaux attribués aux pays ou aux régions géographiques indépendantes.
L'ICANN a commencé à accepter des demandes pour des domaines de premier niveau nationaux internationalisés en novembre 2009, et a installé le premier groupe de ces noms de domaines dans le système DNS en mai 2010. Ce premier groupe contenait des noms de domaines avec des caractères arabes pour l'Égypte, l'Arabie saoudite et les Émirats arabes unis. En mai 2010, 21 autres pays avaient présenté des demandes à l'ICANN, 11 langues étaient représentées dans ces demandes.
L'ICANN exige que les noms de domaines nationaux internationalisés contiennent au moins une lettre qui ne ressemble pas à une lettre latine, ou qu'ils aient au moins trois lettres, pour éviter les attaques homographes. Toutefois, cela ne protège pas contre les attaques homographes impliquant deux alphabets non latins ayant des lettres représentées par des glyphes similaires, tels que les alphabets cyrillique et grec.

## Usages non conventionnels

### Domaines de complaisance
Les domaines de complaisance (vanity ccTLD) sont des domaines qui sont utilisés pour des applications commerciales, la plupart du temps en dehors de leur pays, parce que leur nom a un deuxième sens. Par exemple :
- .ad (Andorre) est utilisé par des agences de publicité (advertising en anglais) ;
- .ai (Anguilla) est utilisé par des startups informatiques, où le sigle « AI » est identifié comme l'abréviation de Artificial Intelligence (en français : « intelligence artificielle ») ;
- .am (Arménie) et .fm (États fédérés de Micronésie) sont utilisés par des radios AM et FM ;
- .cd (République démocratique du Congo) est utilisé par des vendeurs de CD ;
- .co (Colombie) est utilisé comme contraction de .com (mise à disposition courant avril 2010) ;
- .io (Territoire britannique de l'océan indien) est utilisé par les start-ups et de nombreux sites web à caractère informatique ou technologique ;
- .je (Jersey) est utilisé en néerlandais comme un diminutif (huis.je), ou comme « tu » (zoek.je), ou comme « je » en français (moi je) ;
- .me (Monténégro) est utilisé pour des sites de particuliers (« me » signifie « moi » en anglais) ;
- .mu (Maurice) est utilisé par des sites à vocation musicale ;
- .nu (Niue) est utilisé par des sites érotiques francophones ou par divers sites à cause de sa ressemblance avec new (nouveau) en anglais ou avec nu (maintenant) en suédois, danois et en néerlandais ;
- .sr (Suriname) est utilisé en Amérique du Sud par les sites destinés aux séniors ;
- .tv (Tuvalu) est utilisé par des sites en relation avec la télévision et par des sites de vidéos.

### Domain hack
Des règles d'enregistrement trop clémentes sur certains domaines de premier niveau ont donné lieu à divers domain hacks. En voici quelques exemples où le nom de domaine ressemble à des expressions anglaises courantes : I.am, tip.it, start.at et go.to. D'autres noms de domaine combinent l'identifiant de second niveau et le domaine de premier niveau pour former un mot tels que
- blo.gs (.gs est le domaine de la Géorgie du Sud-et-les Îles Sandwich du Sud) ;
- youtu.be (.be est le domaine de la Belgique) ;
- del.icio.us (.us est le domaine des États-Unis) ;
- cr.yp.to (.to est le domaine des Tonga).
- sn.cf (.cf est le domaine de la République centrafricaine);

Le domaine .co de la Colombie est mentionné, depuis 2010, comme un concurrent potentiel pour les domaines de premier niveau génériques de type commercial (comme .com et .biz), car il est une abréviation du mot compagnie.

### Typosquattage
Certains domaines nationaux peuvent être utilisés pour des attaques de typosquattage. Par exemple, le nom de domaine .cm du Cameroun pourrait tromper les internautes qui omettent le o en tapant .com.

### Utilisation commerciale
Certains petits pays ont ouvert leurs noms de domaine pour un usage commercial dans le monde entier dans le seul but d'engendrer des revenus lors de l'enregistrement de domaines de second niveau. Un exemple connu est les Tuvalu, avec le .tv.